# More than This (bài hát của One Direction)
"More than This" là một bài hát của nhóm nhạc nam người Anh-Ireland One Direction. Bài hát được phát hành dưới dạng đĩa đơn cuối cùng trích từ album đầu tay của nhóm Up All Night (2011) vào năm 2012 tại các quốc gia châu Âu và một vài quốc gia khác. "More than This" mang thể loại nhạc pop cùng soft rock với các nhạc cụ trợ âm là ghita và piano. Bài hát nhìn chung là một bài hát xếp hạng khiêm tốn, chỉ được xếp hạng ở ba quốc gia là Úc, Liên hiệp Anh và Ireland.

## Sáng tác
"More than This" được sáng tác bởi Jamie Scott, và được sản xuất bởi Brain Rawling cùng Paul Meehan. Bài hát nhìn chung là một bài hát có nhịp độ chậm, với tempo là 70 nhịp/phút. "More than This" được sáng tác trên hợp âm Đô trưởng và giọng của các thành viên One Direction dao động từ nốt F4 đến A5.

## Danh sách ca khúc
- EP kỹ thuật số[3] / Đĩa CD[4]

1. "More Than This" - 3:48
2. "More Than This" (trực tiếp) - 4:08
3. "What Makes You Beautiful" (trực tiếp) - 3:44
4. "Gotta Be You" (trực tiếp) - 4:00
5. "Up All Night" (trực tiếp) - 3:48

## Xếp hạng và chứng nhận
| Bảng xếp hạng (2012)                    | Vị trí cao nhất |
| --------------------------------------- | --------------- |
| Úc (ARIA Charts)                        | 49              |
| Ireland (Official Charts Company)       | 39              |
| Liên hiệp Anh (Official Charts Company) | 86              |

| Quốc gia  | Chứng nhận | Số bán |
| --------- | ---------- | ------ |
| Úc (ARIA) | Vàng       | 35.000 |

## Lịch sử phát hành
| Vùng | Ngày                | Định dạng       | Hãng đĩa               |
| ---- | ------------------- | --------------- | ---------------------- |
| Úc   | 25 tháng 5 năm 2012 | Tải kỹ thuật số | Syco Music, Sony Music |
| Úc   | 15 tháng 6 năm 2012 | Đĩa CD          | Syco Music, Sony Music |